# Jasan zimnář
Jasan zimnář nebo též lidově jasan manový (Fraxinus ornus) je keř nebo také strom vysoký 4–8 m. Letorosty jsou šedavé, pupeny šedofialové. Listy jsou lichozpeřené, 2-4 jařmé. Květy jsou v bohatých koncových latách, kalich je 4-četný, korunní lístky jsou 4, jejich barva je bílá. Tyčinky jsou 2. Plodem je křídlatá nažka.

## Rozšíření
Jasan zimnář je rozšířen v jižní Evropě, od Korsiky a Sardinie po Balkánský poloostrov, izovaně ve Španělsku, zasahuje i do Malé Asie. Původní výskyt zasahuje na sever až na jižní Slovensko, kde roste v teplomilných doubravách. V České republice není původní, byl však v minulosti vysazován.

## Praktický význam
Mana stromu je zdrojem cukru známého jako manový cukr, manit neboli mannitol, který se využívá v potravinářství, jako diabetické sladidlo a jako léčivo.